# Zdenko Kožul
Zdenko Kožul (* 21. Mai 1966 in Bihać, Jugoslawien) ist ein kroatischer Schachmeister. 2006 wurde er Europameister.

## Leben
Kožul trägt seit 1989 den Großmeistertitel. Er wurde 1989 und 1990 Meister von Jugoslawien. Zunächst vertrat Kožul nach dem Zusammenbruch des jugoslawischen Staatenbundes Bosnien und Herzegowina, später Kroatien. Bei der FIDE-Weltmeisterschaft nach K.-o.-System 2004 in Tripolis gelangte er bis in das Achtelfinale. Als Europameister 2006 war er für den Schach-Weltpokal 2007 qualifiziert, bei dem er sich in der ersten Runde gegen Lázaro Bruzón durchsetzte, aber in der zweiten Runde an Şəhriyar Məmmədyarov scheiterte.

## Nationalmannschaft
Kožul nahm von 1990 bis 2014 an zwölf Schacholympiaden teil. Er spielte 1990 für Jugoslawien, bei der Schacholympiade 1992 in Manila war er für Bosnien und Herzegowina als Reservespieler nominiert, blieb jedoch ohne Einsatz. Von 1994 bis zur Schacholympiade 2014 in Tromsø hat er bei allen Olympiaden Kroatien vertreten. 1990 gewann er eine Bronzemedaille am dritten Brett. Mit Kroatien nahm er außerdem an der Mannschaftsweltmeisterschaft 1997 teil, außerdem spielte er bei neun Mannschaftseuropameisterschaften (1992 für Bosnien und Herzegowina, 1997 bis 2009 sowie 2013 für Kroatien).

## Vereine
Kožul ist Mitglied des ŠK Bosna in Sarajevo, mit dem er fünfmal bosnischer Mannschaftsmeister (2002 bis 2006) wurde und dreimal (1999, 2000 und 2002) den European Club Cup gewann. 2010 wurde Kožul mit dem ŠK Bihać bosnischer Mannschaftsmeister, am European Club Cup nahm er insgesamt 18 mal teil. In der österreichischen Bundesliga spielte Kožul in der Saison 2013/14 für den SV Wolfsberg, in der deutschen Bundesliga spielt er seit 2017 für die SF Deizisau und in der ungarischen Mannschaftsmeisterschaft seit 2017 für HVSE Infraplan.

## Europameisterschaft
Kožul gewann im April 2006 die 7. Europameisterschaft im türkischen Kuşadası vor dem Ukrainer Wassili Iwantschuk und dem Bulgaren Kiril Georgiew und weiteren 135 Spielern. Nach 11 Runden hatte Kožul mit 8,5 Punkten einen halben Punkt Vorsprung vor dem favorisierten Iwantschuk. Kožul galt mit seiner Elo-Zahl von 2606 als Außenseiter, da er auf der Starterliste nur auf Platz 17 geführt wurde. In dem mit vielen Großmeistern besetzten Turnier im Schweizer System, bei dem allerdings die absolute Topspitze abwesend war, erzielte Kožul 6 Siege und 5 Remis. Für seinen Sieg erhielt er ein Preisgeld von 7.000 Euro.